# Lady Makbet

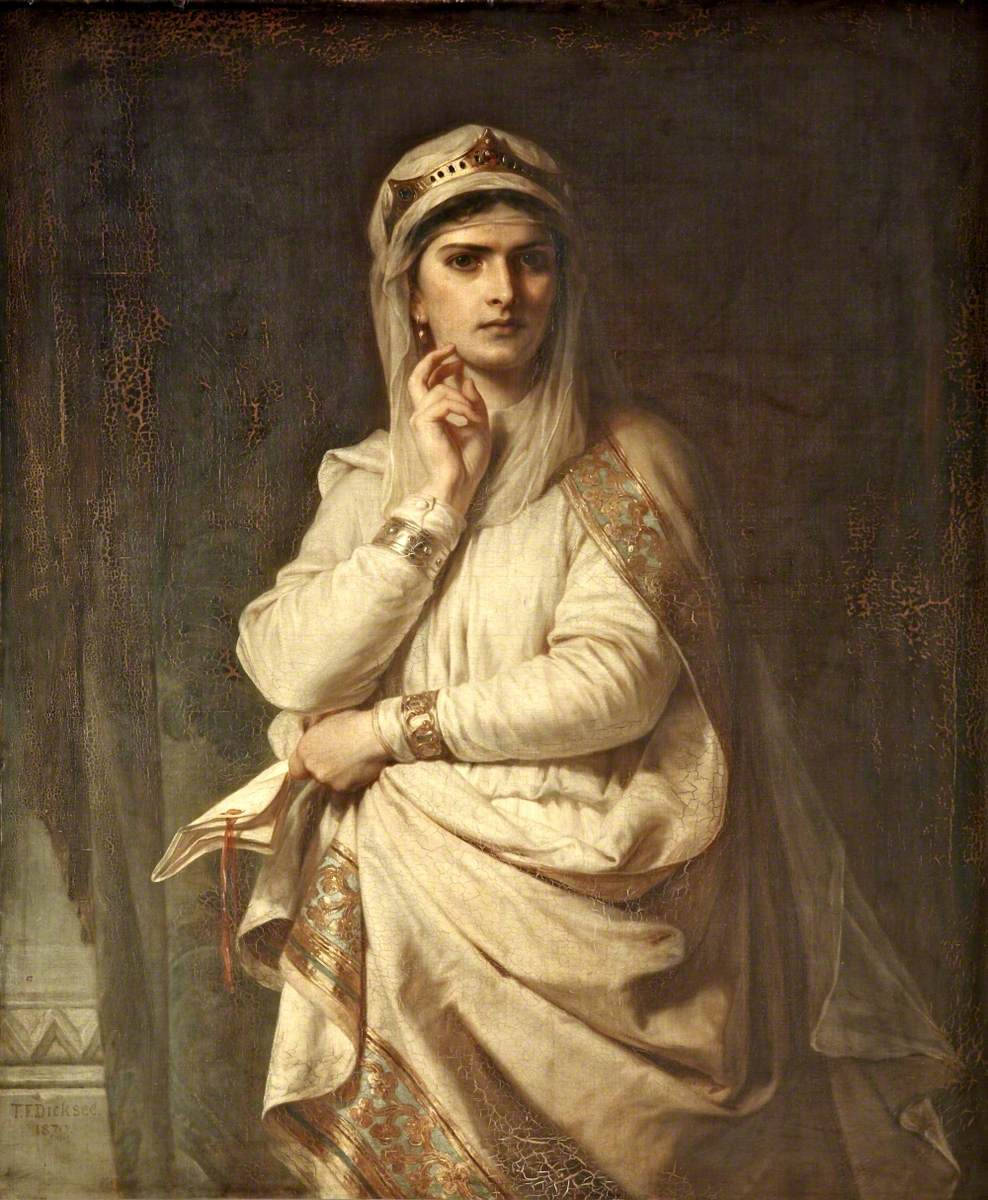
Lady Makbet (obraz Thomasa Francisa Dicksee’a z 1870)

Lady Makbet (org. Lady Macbeth) – postać z tragedii Williama Shakespeare’a Makbet. Jest żoną tytułowego bohatera, która popycha go do zbrodni królobójstwa, której celem jest przejęcie władzy w Szkocji. 
Historycznym odpowiednikiem Lady Makbet jest królowa Szkocji Gruoch, która jednak niewiele ma wspólnego z postacią literacką.

## Biografia postaci
Lady Makbet jest żoną Makbeta, tana Glamis. Jej mąż, jako wódz szkockiej armii, odznacza się na bitwie z Norwegami, za co zostaje mianowany przez króla Dunkana tanem Kawdoru. Lady Makbet wierzy w przepowiednię czarownic, według której Makbet zostanie królem Szkocji. Chcąc przyśpieszyć spełnienie się tego proroctwa, namawia męża do zabicia Duncana i przejęcia władzy w kraju. Mąż pod jej wpływem dokonuje zbrodni i staje się królem Szkocji. Lady Makbet pomaga w zabójstwie króla, odnosząc na miejsce zbrodni sztylet i wymazując krwią króla jego pijanych wartowników, by na nich padło podejrzenie.
Jako królowa Lady Makbet popada w coraz większy obłęd. Co noc lunatykuje i we śnie próbuje zmyć krew z dłoni. Nie mogąc znieść postępujących wyrzutów sumienia i koszmarów sennych odbiera sobie życie.